# Bep van Klaveren
Bep van Klaveren (Roterdã, 26 de setembro de 1907 – Roterdã, 12 de fevereiro de 1992) foi um  pugilista neerlandês.
Tornou-se campeão olímpico peso-pena nos Jogos de Amsterdã de 1928, após vencer a final contra o boxeador argentino Víctor Peralta. Ele se tornou profissional no ano seguinte e ganhou os títulos de campeão europeu da Liga Holandesa e da União Europeia de Boxe nas categorias peso-leve e peso-médio.

## Palmarés
- Ele ganhou a medalha de ouro nos Jogos Olímpicos de Verão de 1928 na categoria peso-pena:
  - Pontos derrotados de Juan Muñoz (Espanha)
  - Pontos derrotados de Frederick Perry (Grã-Bretanha)
  - Harry Devine (EUA) derrotado pontos
  - Derrotado Victor Peralta (Argentina) pontos